# Ordina Open 2007 - Qualificazioni singolare femminile
Le qualificazioni del singolare femminile dell'Ordina Open 2007 sono state un torneo di tennis preliminare per accedere alla fase finale della manifestazione. I vincitori dell'ultimo turno sono entrati di diritto nel tabellone principale. In caso di ritiro di uno o più giocatori aventi diritto a questi sono subentrati i lucky loser, ossia i giocatori che hanno perso nell'ultimo turno ma che avevano una classifica più alta rispetto agli altri partecipanti che avevano comunque perso nel turno finale.
Le qualificazioni del torneo Ordina Open  2007 prevedevano 16 partecipanti di cui 4 sono entrati nel tabellone principale.

## Teste di serie
1. Kateryna Bondarenko (ultimo turno)
2. Karin Knapp (Qualificata)
3. Alla Kudrjavceva (ultimo turno)
4. Elena Vesnina (Qualificata)

1. Camille Pin (Qualificata)
2. Timea Bacsinszky (ultimo turno)
3. Tatjana Maria (Qualificata)
4. Gréta Arn (ultimo turno)

## Qualificati
1. Camille Pin
2. Karin Knapp

1. Tatjana Maria
2. Elena Vesnina

## Tabellone

### Legenda
| - Q = Qualificato - WC = Wild card - LL = Lucky loser | - ALT = Alternate - SE = Special Exempt - PR = Protected Ranking | - w/o = Walkover - r = Ritirato - d = Squalificato |

### Sezione 1
|  | Primo turno | Primo turno         | Primo turno   | Primo turno | Primo turno |  |  | Ultimo turno | Ultimo turno        | Ultimo turno        | Ultimo turno | Ultimo turno |  |
|  |             |                     |               |             |             |  |  |              |                     |                     |              |              |  |
|  | 1           | Kateryna Bondarenko | 3             | 6           | 6           |  |  |              |                     |                     |              |              |  |
|  |             | Irena Pavlović      | 6             | 3           | 4           |  |  | 1            | Kateryna Bondarenko | Kateryna Bondarenko | 4            | 4            |  |
|  | 5           | Camille Pin         | Camille Pin   | 6           | 6           |  |  | 5            | Camille Pin         | Camille Pin         | 6            | 6            |  |
|  |             | Debbrich Feys       | Debbrich Feys | 0           | 0           |  |  |              |                     |                     |              |              |  |

### Sezione 2
|  | Primo turno | Primo turno          | Primo turno          | Primo turno | Primo turno |  |  | Ultimo turno | Ultimo turno | Ultimo turno | Ultimo turno | Ultimo turno |  |
|  |             |                      |                      |             |             |  |  |              |              |              |              |              |  |
|  | 2           | Karin Knapp          | Karin Knapp          | 6           | 6           |  |  |              |              |              |              |              |  |
|  |             | Anne Priska Schaefer | Anne Priska Schaefer | 2           | 0           |  |  | 2            | Karin Knapp  | 65           | 6            | 6            |  |
|  | 8           | Gréta Arn            | Gréta Arn            | 6           | 6           |  |  | 8            | Gréta Arn    | 7            | 2            | 4            |  |
|  |             | Janine Tiszolczy     | Janine Tiszolczy     | 0           | 0           |  |  |              |              |              |              |              |  |

### Sezione 3
|  | Primo turno | Primo turno             | Primo turno             | Primo turno | Primo turno |  |  | Ultimo turno | Ultimo turno     | Ultimo turno     | Ultimo turno | Ultimo turno |  |
|  |             |                         |                         |             |             |  |  |              |                  |                  |              |              |  |
|  | 3           | Alla Kudrjavceva        | Alla Kudrjavceva        | 6           | 6           |  |  |              |                  |                  |              |              |  |
|  |             | Elizaveta Tochilovskaya | Elizaveta Tochilovskaya | 3           | 1           |  |  | 3            | Alla Kudrjavceva | Alla Kudrjavceva | 2            | 2            |  |
|  | 7           | Tatjana Maria           | 6                       | 6(1)        | 6           |  |  | 7            | Tatjana Maria    | Tatjana Maria    | 6            | 6            |  |
|  |             | Andreea Ehritt-Vanc     | 1                       | 7           | 1           |  |  |              |                  |                  |              |              |  |

### Sezione 4
|  | Primo turno | Primo turno      | Primo turno      | Primo turno | Primo turno |  |  | Ultimo turno | Ultimo turno     | Ultimo turno     | Ultimo turno | Ultimo turno |  |
|  |             |                  |                  |             |             |  |  |              |                  |                  |              |              |  |
|  | 4           | Elena Vesnina    | Elena Vesnina    | 6           | 6           |  |  |              |                  |                  |              |              |  |
|  |             | Sophie Lefèvre   | Sophie Lefèvre   | 1           | 4           |  |  | 4            | Elena Vesnina    | Elena Vesnina    | 7            | 6            |  |
|  | 6           | Timea Bacsinszky | Timea Bacsinszky | 6           | 6           |  |  | 6            | Timea Bacsinszky | Timea Bacsinszky | 6            | 1            |  |
|  |             | Pauline Wong     | Pauline Wong     | 3           | 4           |  |  |              |                  |                  |              |              |  |